# キャスリン・クランシー
キャスリン・ブリッジス・ハーレー・クランシーは、リプロダクティブ・ヘルス(生殖に関する健康)を専門とするアメリカの自然人類学者で、イリノイ大学 人類学部の准教授。科学と学界におけるセクハラに焦点を合わせた研究と権利擁護活動も行っている。

## 学歴
クランシーは2001年にハーバード大学で自然人類学と女性学の学位をとり、優等で卒業した。 2007年にイェール大学で人類学の博士号を取得。 

## キャリアと研究
2006年、クランシーはイェール大学で講師を務め、2007年にはハーバード大学で人類学部教員として教鞭をとった。 2008年からイリノイ大学にそこで講師として着任し、現在は人類学の准教授。  現在、イリノイ大学の進化内分泌学研究所の共同ディレクター、クランシーラボ主宰。 
2016年9月以来、クランシーは生理についてのポッドキャストで月経周期の科学に関する問題について配信している。  このテーマは彼女の初期の研究に関連する。

### 不妊研究
クランシーの不妊治療に関わる研究は、子宮内膜機能の月経と変動に焦点を当てている。 初期の研究では、それまでの考えに反して、月経が鉄欠乏性貧血のリスクを増加させないことを実証しました。 代わりに、クランシーとそのチームは、子宮内膜が厚くなると健康な女性の鉄の蓄積が増えることを示した。  後の研究で彼女は、ポーランドの農村人口に焦点を当てています。 クランシーは子宮内膜機能、または子宮の内粘膜層の機能間の潜在的な変動を探求している。 この研究で彼女は、子宮内膜の厚さが月経周期の後期（ 黄体期 ）にわたって負の相関があることを発見しました。 
クランシーの研究は、正常な閉経前の西洋諸国の女性の間の受胎能力の変動の理解に貢献しています。 たとえば、スウェーデンの女性は黄体期の初期に子宮内膜の厚さが増加しているように見えますが、カナダ人とイギリス人の女性では、パターンはほぼ同じ時期に安定しています。 カナダとスウェーデンの女性の子宮内膜の厚さは他の時期に低下し、スコットランドのサンプルでは増加しています。  クランシー氏と同僚の研究は、子宮内膜の厚さを毎日測定して、この変動をよりよく捉えて研究する必要があることを示唆しています。